# Bilino Polje
44°12′20.7″N 17°54′25.5″Ø / 44.205750°N 17.907083°Ø
Bilino Polje er et fodboldstadion i Zenica, Bosnien-Hercegovina. Det fungerer som hjemmebane for Bosnien-Hercegovinas fodboldlandshold og NK Čelik.

## Historie
Stadionet stod færdigt ved udgangen af 1972, efter mere end 8 måneders arbejde. Mange af fodboldklubbens Čeliks supportere hjalp til som frivillig arbejdskraft. NK Čelik spillede kort derefter sin første kamp på stadionet, finalen i Mitropa Cuppen (nuværende Intertoto Cup) hvor de slog italienske Fiorentina og dermed var vindere af turneringen for andet år i træk.
Fra midten af 1970erne til slutningen af 1980erne blev Bilino Polje regnet for at være det smukkeste stadion i det tidligere Jugoslavien.
Området hvor Bilino Polje er bygget er af stor historisk værdi. Det var her at den bosniske Ban Kulin d. 29. August 1189 underskrev sit frihedsbrev hvori han garanterer handlende fra Republikken Ragusa alle rettigheder. Brevet er skrevet med det gamle bosniske skrift Bosančica og er samtidig det ældste kendte dokument hvor Bosnien omtales som en stat. Således definerer Kulin floderne Drina, Sava og Una til at være Bosniens grænser. Han omtaler også Bosnien som havende sit styre, sin monark. Befolkningen bliver refereret til som "bosnianerne".
Bilino Polje var i April 1996 skuepladsen for Bosnien-Hercegovinas første hjemmebanekamp. Modstanderen var Albanien og kampen endte 0-0. Der gik hele fire år inden holdet igen spillede på stadionet, da man i endnu en venskabskamp slog Makedonien med 1-0. Bosnien-Hercegovina var ubesejrede på Bilino Polje indtil September 2006 hvor man tabte til Ungarn med 1-3.

## Karakteristika
Bilino Polje har engelske stadions som forbillede: det er firkantet og uden løbebane. De nærmeste tilskuerpladser er under 2 meter fra banen, hvilket giver en helt anden atmosfære end f.eks. på Sarajevos Koševo stadion, det største fodboldstadion i Bosnien-Hercegovina. Oprindelig kunne stadionet modtage 30.000 tilskuere, men dette blev sænket til 25.000 da der nogle år efter åbningen kom sæder på den vestlige tribune. Dette er også den største tribune, med en kapacitet på 12.000, og den eneste, der er helt overdækket. Den sydlige tribune er under ligakampene reserveret til de mest loyale fans af NK Čelik. Den nordlige tribune optages hovedsageligt af pensionister og ældre fans, og det er også her de besøgende fans befinder sig til kampene. Imellem den nordlige og den østlige tribune er der placeret en stor kopi af den pokal som klubben Čelik fik i forbindelse med succeserne i Mitropa Cuppen. Samme sted findes et mindesmærke for de af klubbens fans og spillere der døde under Krigen i Bosnien-Hercegovina. Bilino Polje har i alt 15.292 siddepladser.
Stadionet er beliggende i centrum af byen Zenica, lige ved floden Bosnas venstre bred. I nærheden ligger bydelen "Kamberović polje" hvor et stort grønt område danner rammen om talrige sportsfaciliteter, en stor parkeringsplads, samt hotellerne "Internacional" og "Metalurg". Busterminalen og banegården ligger ligeledes tæt på stadionet.